# Crespy-le-Neuf
Crespy-le-Neuf é uma comuna francesa na região administrativa de Grande Leste, no departamento de Aube. Estende-se por uma área de 10,19 km². Em 2010 a comuna tinha 161 habitantes (densidade: 15,8 hab./km²).